# Font del Lleó (Pedralbes)
|  | Per a altres significats, vegeu «Font del Lleó (desambiguació)». |

La Font del Lleó es troba als jardins de la Torre de Santa Caterina, al barri de Pedralbes de Barcelona.

## Història
Té el seu origen en una deu d'aigua de la serra de Collserola, i a principis del segle xx era molt concorreguda pels barcelonins, especialment els diumenges.
El 1927 es va construir un restaurant al seu costat, que prengué el nom de la font, la qual deu el seu nom a una escultura d'aquest animal,
Posteriorment, va ser traslladada als jardins de la Torre de Santa Caterina.